# Reggimento logistico "Julia"

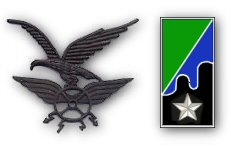
Fregio e Mostrina in uso

Il Reggimento logistico "Julia" è un reparto dell'Esercito italiano con sede a merano che nasce nel 2015 dal cambio di denominazione del 24º Reggimento di Manovra Alpino, dall'ottobre 2013 nei ranghi della Brigata Alpina "Julia". L'attuale Comandante è il Colonnello Juri Franco Di Profio.
Si tratta di un'unità logistica operativa in grado di fornire supporto logistico diretto ai reparti "combat" della Brigata Alpina "Julia", sia in Patria che in missioni fuori del territorio nazionale.

## Storia

### Il reggimento di manovra
Dall'accorpamento il 1º ottobre 1981, del 4º Reparto R.R.R. di Bolzano e il 4° Autogruppo di C.A. "Claudia", in seguito alla riforma dell'Esercito, che prevedeva la creazione dei "Battaglioni Logistici di Manovra" nasce il 4º Battaglione Logistico di Manovra "Dolomiti", stanziato in parte presso la caserma "Ottone Huber" di Bolzano, già sede del 4º Reparto R.R.R. e in parte presso la caserma "Arturo Mercanti" di Appiano sulla Strada del Vino (BZ), già sede del 4° Autogruppo. La nuova unità, come le precedenti, è posta sotto il comando del Comando Unità di Supporto (C.U.S) del 4º Corpo d'Armata Alpino.
Dal 1º novembre 1986 il battaglione, viene rinominato 24º Battaglione Logistico di Manovra "Dolomiti" e il 22 maggio del 1988 riceve la Bandiera di Guerra.
Nel 1994 viene elevato al rango di Reggimento, assumendo, quindi, la denominazione di 24º Reggimento Logistico di Manovra "Dolomiti", accorpando anche i reparti di sanità 41° e 42°; inquadrato anch'esso alle dipendenze del C.U.S. (Comando Unità di Supporto del 4º Corpo d'Armata Alpino).
Nel 2001 passa alle dipendenze della Brigata Logistica di Proiezione con sede in Treviso (in seguito Comando Logistico di Proiezione con sede in Roma) come 24º Reggimento di Manovra Alpino. Contemporaneamente nel 2002 viene disciolto il Battaglione Logistico "Julia", dislocato a Vacile di Spilimbergo (PN).
Nell'ottobre 2013 il Reggimento, con la denominazione di 24º Reggimento di Manovra Alpino, passa sotto il Comando Truppe Alpine, alle dipendenze della Brigata Alpina "Julia".

### Reggimento logistico

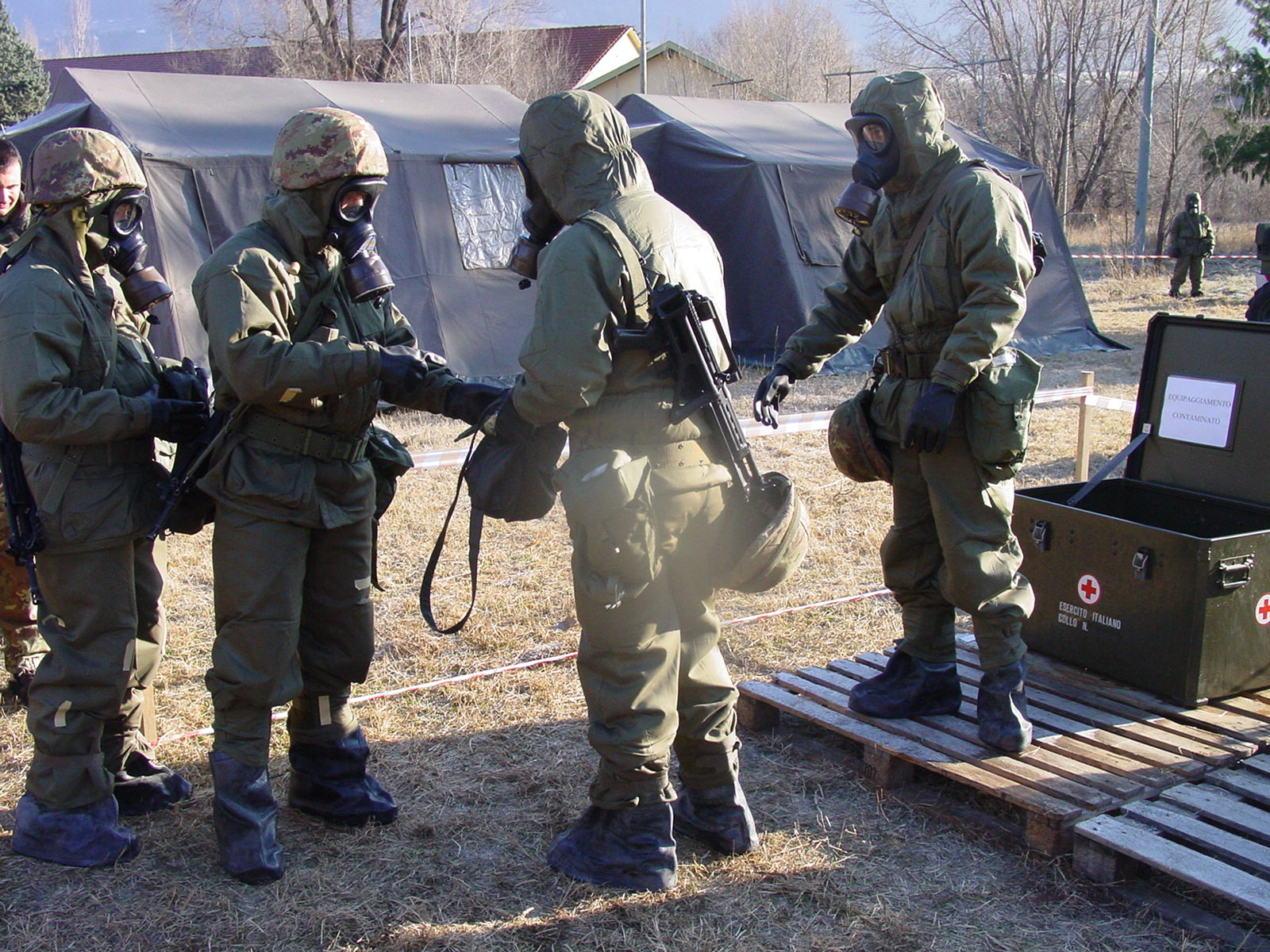
Addestramento alla difesa NBC

Il Reggimento ha partecipato alle missioni "Pellicano" in Albania, "Ibis" in Somalia, "Albatros" in Mozambico, "Joint Endeavor" (KFOR) in Kosovo, nell'Operazione Leonte in Libano, nell'Operazione "Althea" in Bosnia e nelle missioni "Isaf" e "Resolute Support Mission" in Afghanistan.
Dal 1º gennaio 2015 assume la denominazione di Reggimento Logistico "Julia".
Il reparto è impegnato anche sul territorio nazionale nell’Operazione "Strade Sicure" nell'ambito di attività di supporto alle Forze di Polizia nel controllo dell'ordine pubblico.
Il Reggimento Logistico "Julia" è attualmente stanziato in Merano (BZ) ed è dislocato sulle caserme "Cesare Battisti", "Ugo Polonio" ed ha la gestione della caserma "Francesco Rossi" sede del disciolto 18° R.A.R. "Edolo".

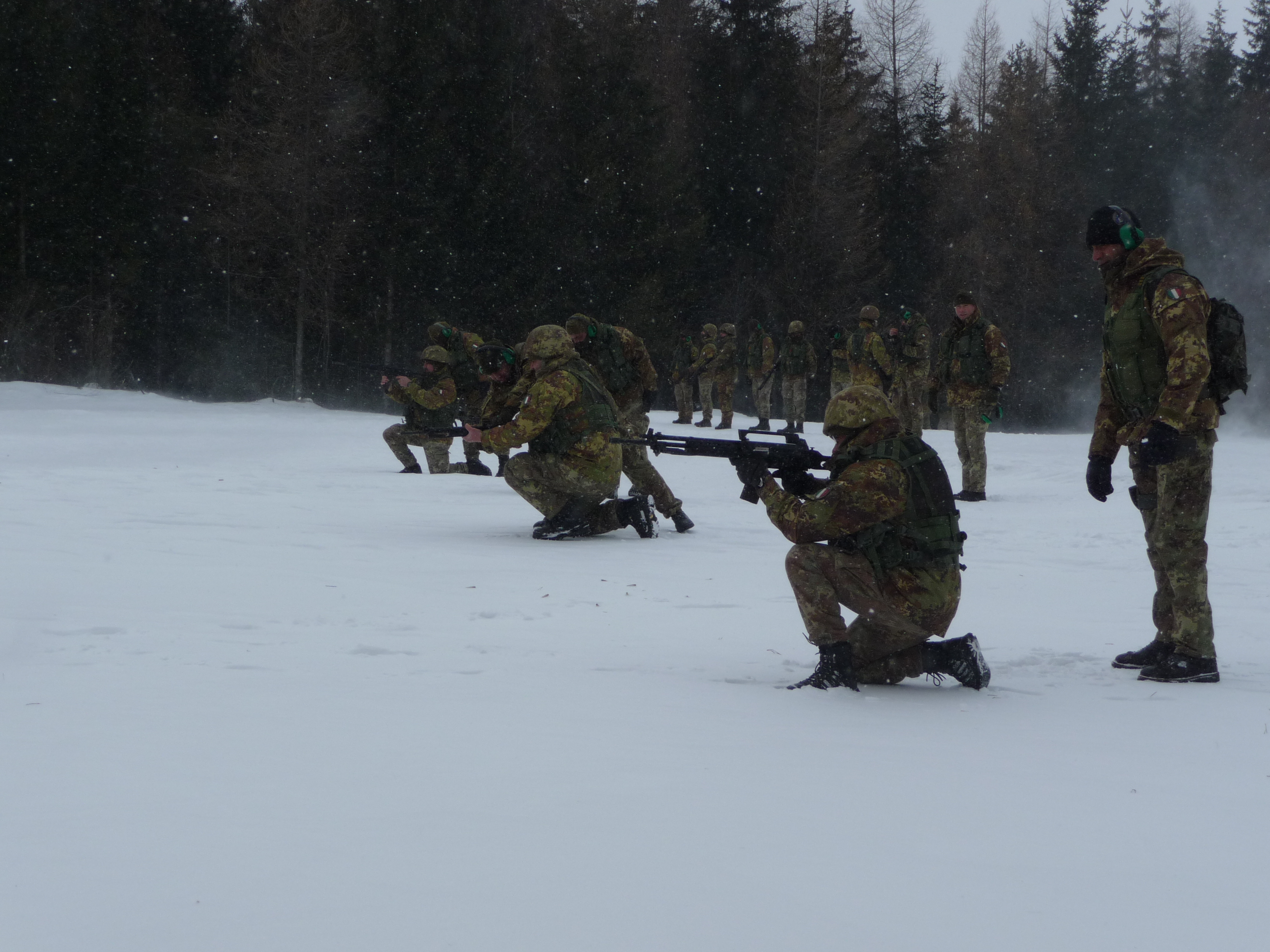
Addestramento al tiro in ambiente innevato

Le infrastrutture sulle quali insiste rientrano in un protocollo di intesa tra il Ministero della Difesa e la Provincia autonoma di Bolzano in seguito al quale, tra il 2018 ed il 2021, le caserme "Battisti" e "Rossi" verranno cedute alla Provincia autonoma di Bolzano la quale, in cambio, sta procedendo alla ristrutturazione della caserma "Polonio" all'interno della quale il tutto reparto troverà la sua definitiva collocazione.

## Stemma araldico
Lo stemma araldico viene consegnato ufficialmente al reparto nel 1993. Lo stemma è uno scudo troncato, nella parte superiore è presente una aquila d'argento su campo verde, colore che identifica l'appartenenza al corpo alpino. La metà inferiore è una tavola aspettativa, dove verranno inserite le future glorie del reparto. Lo scudo è sovrastato dalla corona turrita. Sotto lo scudo vi è una lista bifida svolazzante, riportante il motto del reparto  "Con tecnica e tenacia ovunque".

## Nappina
La nappina del Reggimento è di color viola (reparti Logistici), da non confondersi con quella color amaranto dei reparti alpini del genio.

## Fregio
Il fregio usato è quello dell'Arma dei trasporti e materiali, ingranaggio alato, sovrastato dall'aquila, che indica l'appartenenza alle unità alpine.
Dal 1976 questo fregio riconosce le unità dell'allora corpo automobilistico inquadrate nelle truppe alpine, e nello stesso anno furono autorizzate a indossare il cappello alpino, così come altri reparti che facevano sempre parte dell'allora Comando Unità di Supporto (C.U.S) del 4º Corpo d'Armata Alpino, come i trasmettitori e i genieri.

## Mostrine
La mostrina del reggimento è quella dei reparti logistici alpini,
ovvero fiamma nera a due punte ridotte su rettangolo azzurro e verde.

### Alla Bandiera

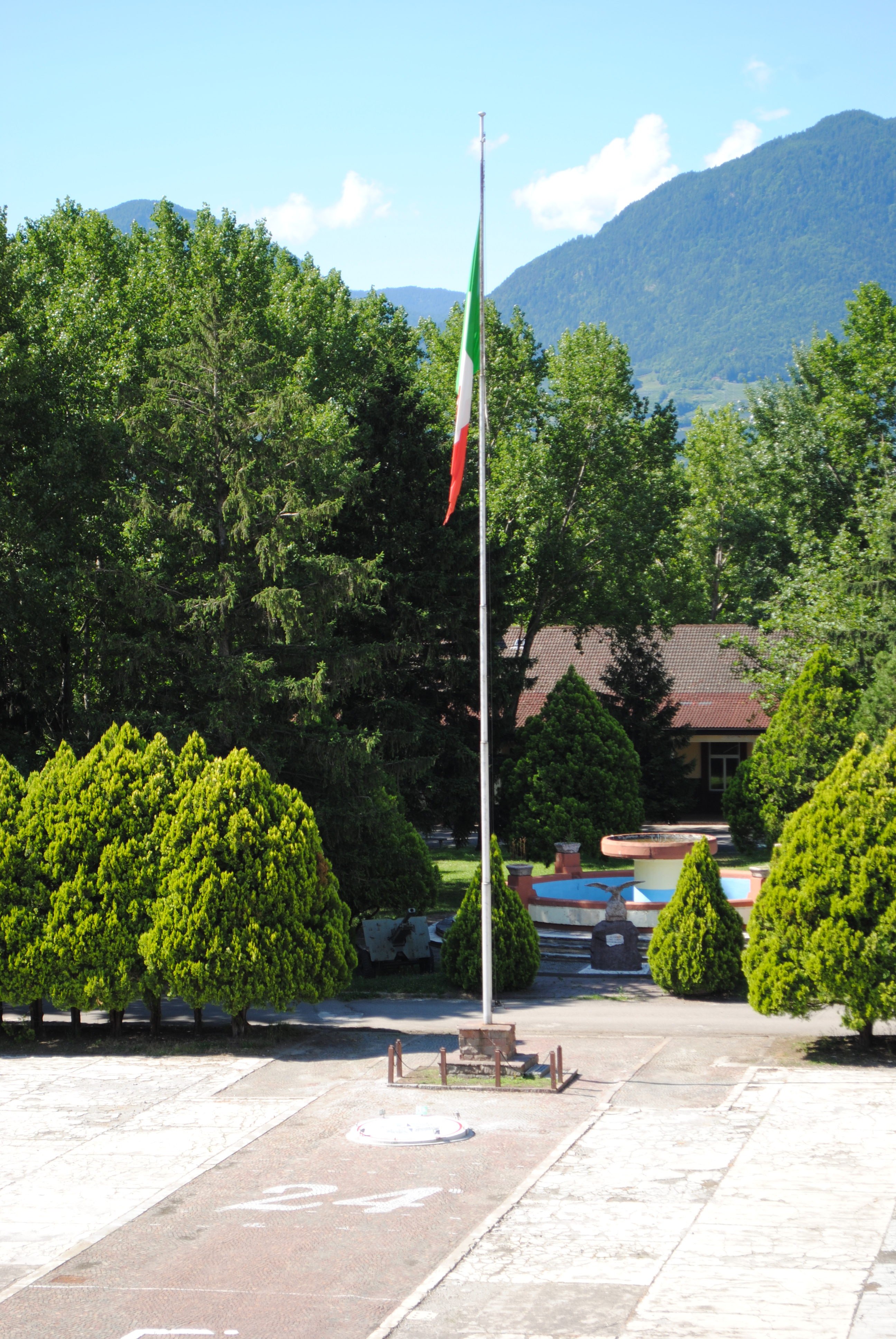
Piazza d'armi della caserma "Cesare Battisti"

## Festa di corpo
La festa del reggimento cade il 22 Maggio, come per tutte le unità appartenenti dell'Arma dei trasporti e materiali, anniversario dei primi grandi trasporti automobilistici, usati dall'allora Regio Esercito, durante la Battaglia degli Altipiani (1916).

## Composizione[2]
- 24º Battaglione Logistico "Dolomiti"
- Compagnia Comando e Supporto Logistico
- Sala Convegno Unificata
- Comando alla Sede
- Compagnia Trasporti
- Compagnia Mantenimento
- Compagnia Rifornimenti
- Ufficio Maggiorità e Personale
- Ufficio Operazioni Addestramento e Informazioni
- Ufficio Logistico
- Sezione Amministrativa

## Comandanti
24º Reggimento di Manovra Alpino
- Col. Daniele MAESTRI 10/9/2001 – 13/1/2003
- Ten.Col. Salvatore MINISTERI 14/1/2003 – 18/9/2003
- Col. Cosimo Damiano DELLO RUSSO 19/9/2003 – 28/7/2005
- Col. Lorenzo CARIGLIA 29/7/2005 – 3/10/2007
- Col. Saverio SANTAMARIA 4/10/2007 – 2009
- Col. Giuseppe LUCARELLI 2009-2011
- Col. Mario BISICA 2011 - 2014

Reggimento Logistico "Julia"
- Col. Roberto CERNUZZI 22/5/2014 - 24/11/2017
- Col. Michele LOSAVIO 25/11/2017 - 12/10/2020
- Col. Antonio BOCCONGELLI 12/10/2020 - 14/10/2021
- Col. Alberto BAESSATO 15/10/2021 -  21/09/2023
- Col. Juri Franco DI PROFIO 22/09/2023

## Galleria d'immagini

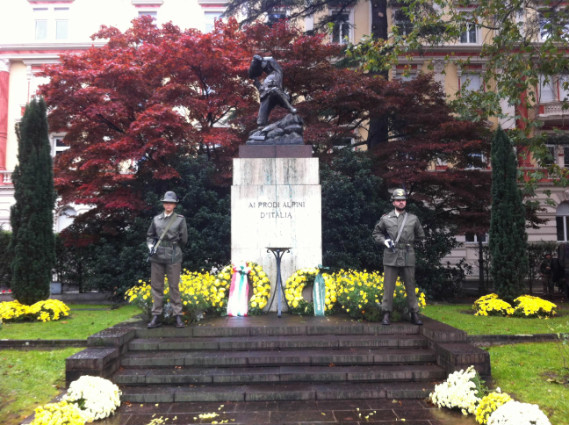
Merano, Piazza Mazzini - Monumento all'Alpino
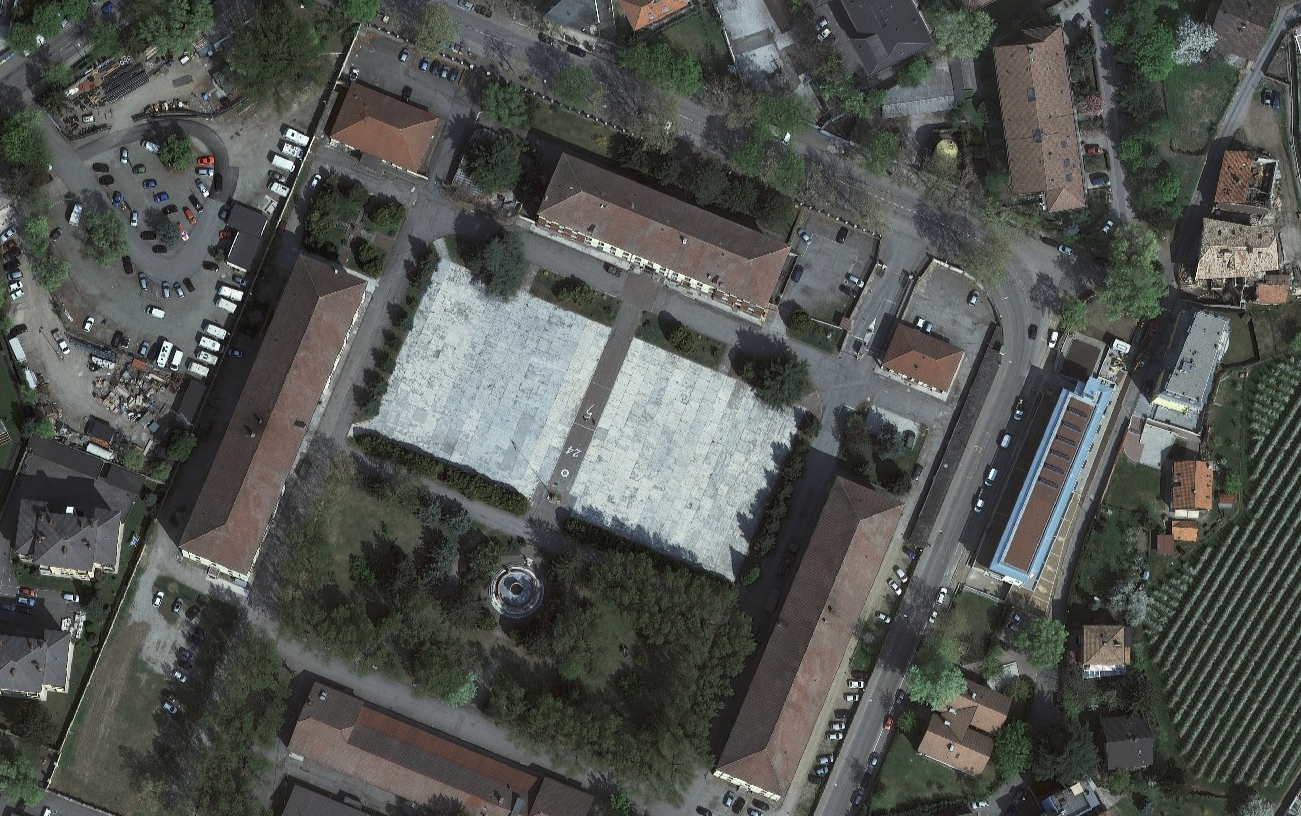
Veduta aerea caserma "Cesare Battisti" - Merano
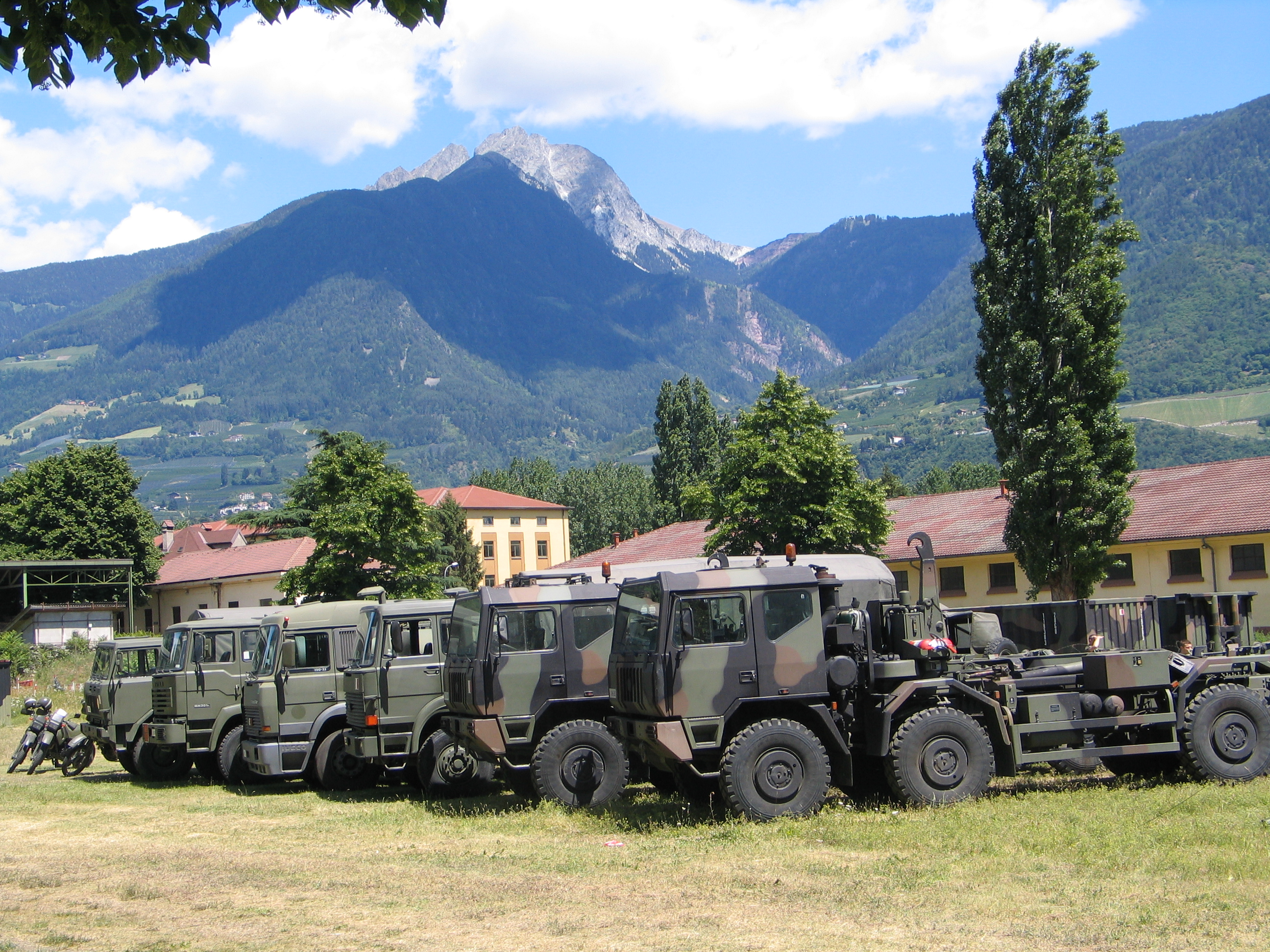
Esercitazione
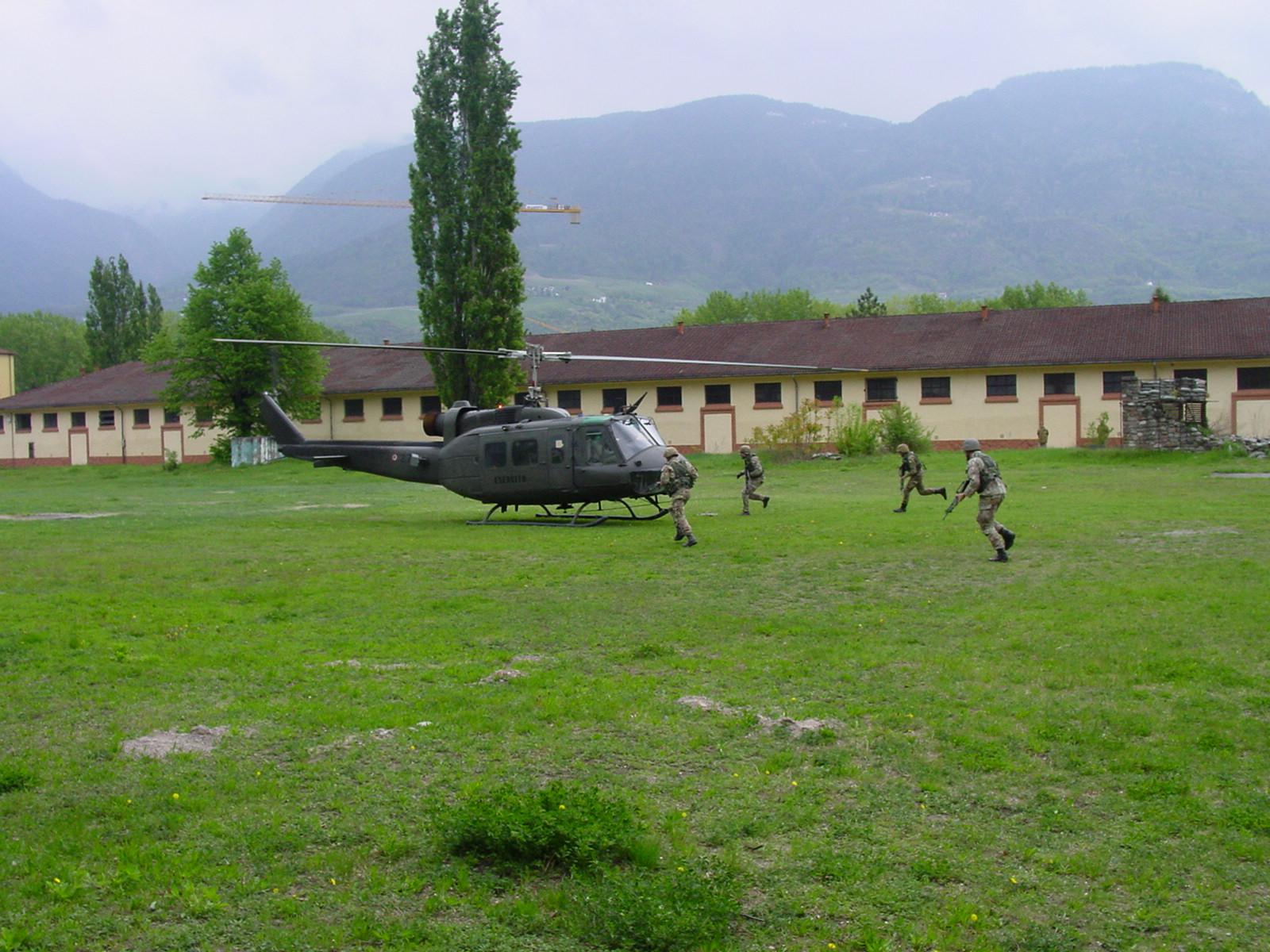
Esercitazione con supporto aereo